# Fidel Amado Pérez
Fidel Amado Pérez (Ypané, 19 ottobre 1980) è un ex calciatore paraguaiano, di ruolo difensore.

## Carriera
Dopo aver giocato nella prima divisione paraguaiana con vari club, il 29 dicembre 2011 si trasferisce ai venezuelani del Caracas. Il 29 agosto 2012 passa agli argentini del Sol de América de Formosa.

## Palmarès

### Club

#### Competizioni nazionali
- Campionato paraguaiano: 2

Cerro Porteño: 2005, Apertura 2009